# Connor O'Neill
Connor Aloysius O'Neill, es un personaje ficticio de la serie de televisión australiana Neighbours, interpretado por el actor Patrick Harvey del 19 de abril del 2002 hasta el 30 de mayo del 2006. Patrick regresó a la serie el 30 de octubre del 2012 y se fue el 27 de noviembre del 2012.

## Biografía
En el 2012 Connor regresa a la calle Ramsay seis años después de haberse ido y se reencuentra con su mejor amigo Toadfish Rebecchi, a su llegada interrumpe el baby shower de la novia de Toadie, Sonya Mitchell quien molesta le dice que se vaya. Cuando Toadie regresa a su casa se encuentra con Connor y se ponen al día acerca de lo que hicieron esos últimos seis años, mientras platican  Connor le dice a Toadie que no podía creer que todos creyeran que Robert Robinson lo había matado y que en realidad él se había ido de viaje. 
Cuando Connor le pide quedarse con él, Toadie le dice que no puede quedarse ya que ahora tiene familia, por lo que Connor se muda con Kyle Canning y Rhys Lawson. Kyle y Connor se llevan bien de inmediato y van a tomar sin embargo a Rhys no le cae bien. Poco después Sonya invita a Connora quedarse con Toadie, mientras ella se va de viaje una semana. Poco después cuando Connor hace un comentario acerca de Vanessa Villante, la exnovia de Rhys este lo golpea.
Más tarde Connor le dice a Toadie que Lori se iba a casar con un hombre llamado Cameron, Connor decide asistir a la boda y mudarse a Lorne para estar cerca de Lori y así pasar más tiempo con su hija, Maddie.